# Neobisium macrodactylum
Neobisium macrodactylum är en spindeldjursart som först beskrevs av Daday 1888.  Neobisium macrodactylum ingår i släktet Neobisium och familjen helplåtklokrypare.

## Underarter
Arten delas in i följande underarter:
- N. m. macrodactylum
- N. m. montenegrense